# Wierzbica (Lublin)
Wierzbica [pronunciación en polaco: /vjɛʐˈbit͡sa/] es un pueblo en el condado de Chełm, Voivodato de Lublin, en el este de Polonia. Es la sede de la gmina (distrito administrativo) llamada Gmina Wierzbica. Se encuentra a unos 17 kilómetros al noroeste de Chełm y 53 kilómetros este de la capital regional Lublin.
El pueblo tiene una población de 310.